# Радіоактивні опади (фільм)
«Радіоактивні опади» (англ. Fallout) — американський фантастичний бойовик.

## Сюжет
2015 рік. Терористи захоплюють американську космічну станцію і погрожують нападом з космосу, якщо не будуть виконані їхні вимоги. Світ у небезпеці — на землю спрямовані ракети з ядерними боєголовками. Елітний підрозділ коммандос відправляється на станцію, щоб розібратися з ситуацією.

## У ролях
- Деніел Болдвін — джей Джей «Джим» Гендрикс
- Френк Загаріно — Капітан Преві Федоров
- Тері Енн Лінн — Аманда Маккорд
- Скотт Валентайн — Капітан Джордж Таннер
- Джон Рейлі — Генерал Абрамс, NORAD
- Ганнес Еніке — Прайтч, головний інженер НАСА
- Девід Лесур — Пітер Колдрові
- Майкл Голден — Корморов, заручник
- Михаїл Хмуров — Батавкий
- Кшиштоф Печіньский — Іван Невський
- Джозеф Ештон — Етан
- Пол Террелл Клейтон — рейнджер 1
- Дебра Річ — репортер 1
- Сара Далтон — репортер 2
- Марк Ваанян — репортер 3
- Гарі Дубін — працівник
- Стівен Сокс — військово-морський 1